# Малая Поломка (деревня)
 Малая Поломка  — деревня в Санчурском муниципальном округе Кировской области.

## География
Расположена на расстоянии примерно 19 км по прямой на запад-северо-запад от райцентра поселка Санчурск.

## История
Известна с 1873 года как починок Поломка, где было дворов 5 и жителей 89, в 1905 (Малый Поломский) 35 и 235, в 1926 (деревня Малая Поломка) 57 и 258, в 1950 52 и 173, в 1989 29 человек. С 2006 по 2019 год входила в состав Корляковского сельского поселения.

## Население
Постоянное население составляло 21 человек (русские 100%) в 2002 году, 5 в 2010.